# Tachi waza
Tachi waza es una especialidad en algunas artes marciales, sobre todo en el Judo y Jiu-Jitsu. Proviene del japonés y significa lucha en pie. Consta de hacer técnicas o inmovilizaciones y derribar al oponente al suelo. Puedes seguir luchando en suelo con tu compañero Ne waza (significa lucha en suelo). 
En tachi waza para tirar al oponente al suelo necesitas hacer técnicas como por ejemplo:
O soto gari, O uchi gari, Ko uchi gari, De ashi barai etc.

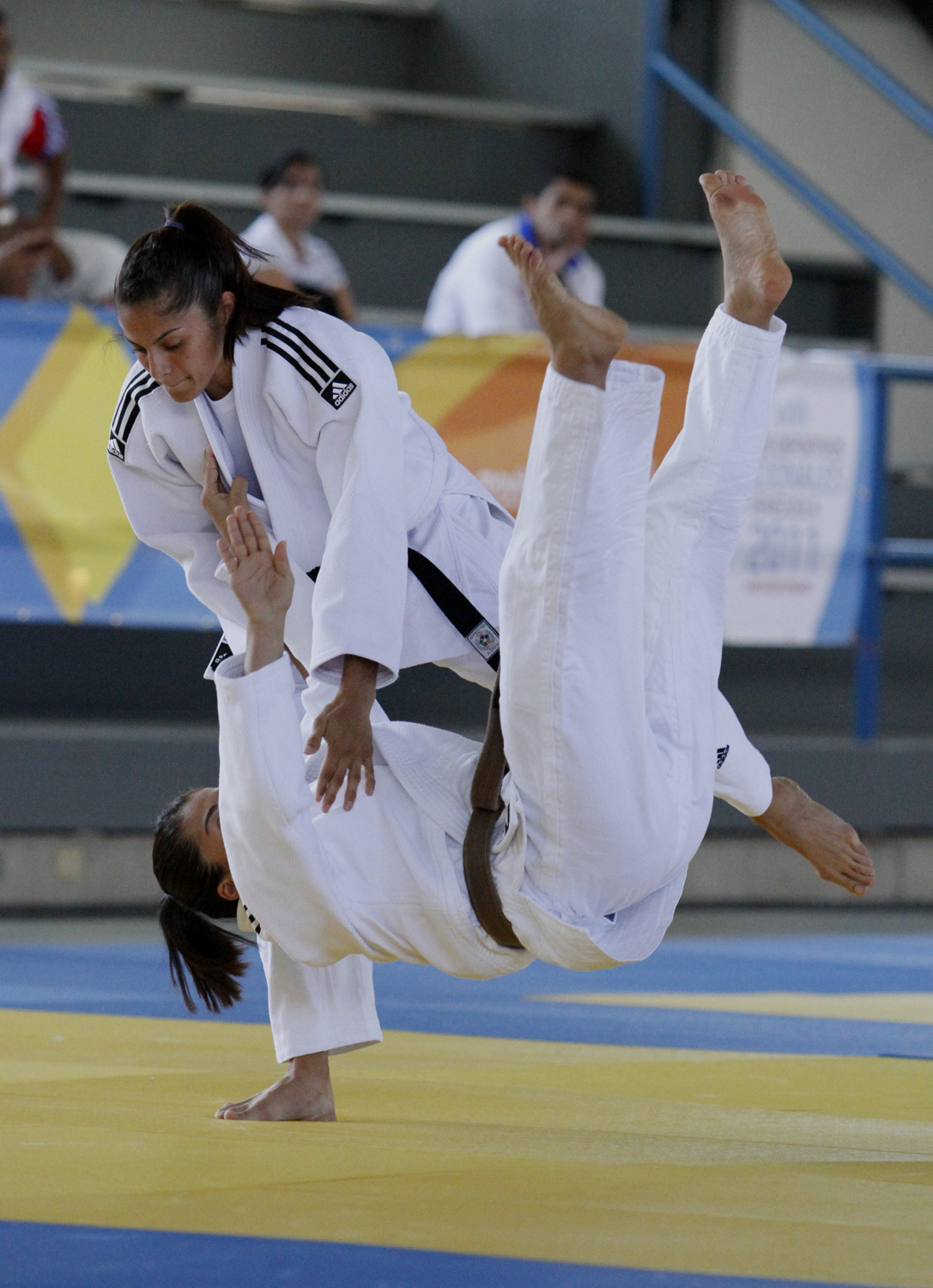
Técnica judo tachi waza

REGLAMENTO
1. IPPON: 1 punto
2. WAZA-ARI: medio punto
3. YUKO: la mitad de un waza ari
4. KOKA: la mitad de un yuko

1. Técnica o soto gari
2. Técnica o uchi gari
3. Técnica kouchi gari
4. Técnica de ashi barai

| TECNICAS      | CARACTERISTICAS |
| ------------- | --- |
| O soto gari   | Significa "gran siega por el exterior". Con la pierna derecha segamos la pierna derecha del oponente y lo desequilibramos hacia atrás.                                         |
| O uchi gari   | Significa "gran siega por el interior". El desequilibrio es el mismo pero el ataque segamos con nuestra pierna derecha la izquierda del oponente.                              |
| Ko uchi gari  | Significa "pequeña siega con el interior". Es una técnica de pie segamos la pierna derecha del oponente por dentro y le derribamos (eventualmente tirándonos al suelo con él). |
| De ashi barai | Es una técnica de barrido. Los barridos siempre se ejecutan a ras del suelo. Se trata de barrer el pie que avanza el contrario hacia delante justo en el momento de su apoyo.  |

- Datos: Q10927316